# Margaret Skeete
Margaret Skeete (Rockport, 27 de outubro de 1878  — Radford, 7 de maio de 1994) foi uma supercentenária estadunidense que ocupa, desde agosto de 2006 até hoje, a 15ª posição na lista das pessoas mais velhas do mundo.

## Biografia
Margaret nasceu no estado do Texas e foi, de 1993 até a data em que veio a falecer, a pessoa viva mais velha do mundo. Além disso, ela detém o recorde de pessoa mais longeva da história do Texas. Foi casada com Renn Skeete.

## Falecimento
O motivo do falecimento da supercentenária foi uma queda. Margaret vivia no estado americano da Virgínia, quando veio a falecer.
Margaret Skeete faleceu em 7 de maio de 1994, aos 115 anos e 192 dias.